# Клейн, Стивен Ли
Стивен Ли «Стив» Клейн (Stephen Lee «Steve» Klein) (род. 29 сентября 1979 года в Корал-Спрингс, штат Флорида) — американский музыкант, основной лирик и ритм-гитарист поп-панк группы New Found Glory и гитарист хардкор-панк группы International Superheroes of Hardcore.
Вместе с Джорданом Пандиком основал в 1997 году группу New Found Glory. Стив Клейн написал все тексты для альбомов этого коллектива. Также Стив играет на гитаре в The International Superheroes of Hardcore, известный в ней под псевдонимом Мош (англ. Mosh). По своим словам, при написании лирики для песен группы Стив «пытается задержать те яркие моменты жизни, которые уже прошли».
Кроме того, Клейн продюсировал альбом Man overboard поп-панк группы Man Overboard из Маунт Маурела и Уильямстона (штат Нью-Джерси).

## В составеNew Found Glory
- 1997: It’s All About the Girls (EP)
- 1999: Nothing Gold Can Stay
- 2000: From the Screen to Your Stereo (EP)
- 2000: New Found Glory
- 2002: Sticks and Stones
- 2004: Catalyst
- 2006: Coming Home
- 2007: From the Screen to Your Stereo Part II (EP)
- 2008: Hits(Hit Or Miss)
- 2008: Tip of the Iceberg (EP)
- 2009: Not Without a Fight
- 2011: Radiosurgery

## В составеInternational Superheroes of Hardcore
- 2008: Takin' it Ova! (Bridge 9 Records)
- 2008: HPxHC (Bridge 9 Records)